# Células marca-passo

Ilustração do sistema de condução elétrica do coração. As células marca-passo situam-se no nódulo sinoatrial.

Em mamíferos, o nó sinoatrial (SA) é o marca-passo dominante do coração e contém células de condução especializadas capazes de automaticidade inerente: as células marca-passo. Elas são responsáveis por gerar o impulso elétrico que resulta na contração de todos os cardiomiócitos atriais e ventriculares. Sua atividade sincronizada é o que garante um ritmo cardíaco estável. O acoplamento elétrico mediado por junções comunicantes entre miócitos de diferentes áreas do coração auxilia na propagação dos potenciais de ação gerados no nódulo SA para os ventrículos através do nó atrioventricular (AV), feixes de His e rede de fibras de Purkinje.
As células marca-passo são células miocárdicas altamente especializadas, cuja capacidade de despolarizar ritmicamente e iniciar um potencial de ação é responsável pela frequência cardíaca basal. Essas células têm uma frequência de potencial de ação mais rápida do que as outras células marca-passo no SA e nas regiões mais distantes do sistema de condução cardíaca. Essas outras regiões de células marca-passo também são capazes de gerar atividade elétrica espontânea, mas sua frequência de potencial de ação intrínseco diminui gradualmente a partir do nó AV via feixe de His e os ramos do feixe para as fibras de Purkinje. Devido à sua frequência mais rápida, o SA é o responsável por determinar a frequência cardíaca. Essa ordem hierárquica no sistema de condução elétrica do coração é fundamental para o processo do marca-passo cardíaco.
Em certas condições, outra massa de células, definida como foco ectópico ou marca-passo ectópico, pode ter prioridade sobre o nó SA. Um foco ectópico, que pode estar localizado nos átrios ou nos ventrículos, determina a frequência cardíaca quando a frequência de descarga do nó SA cai abaixo de um determinado nível. A frequência intrínseca das células atriais é de cerca de 50 a 60 vezes por minuto e é maior do que a das células ventriculares, que descarregam a uma frequência entre 20 e 40 vezes por minuto.

## Potencial marca-passo
As células marca-passo possuem automaticidade, ou seja: a capacidade de despolarizar e disparar potenciais de ação repetitivamente de forma espontânea. Elas não possuem um potencial de membrana de repouso estável entre os potenciais de ação, mas sim um potencial diastólico máximo seguido por uma despolarização espontânea na fase 4, conhecida como potencial marca-passo. A despolarização espontânea em direção ao limiar gera o potencial de ação nesse tipo de célula.

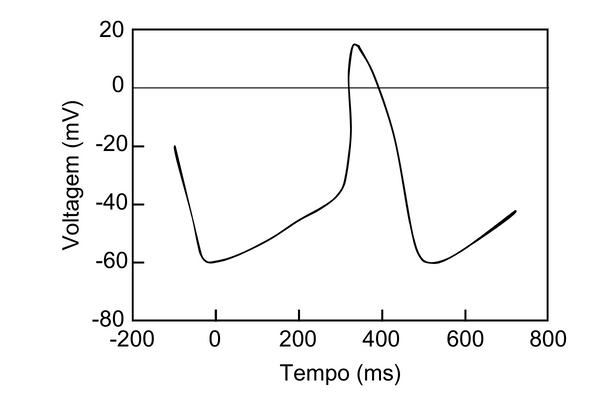
Potencial de ação do nó sinoatrial no coração de mamíferos.

A  taxa de despolarização espontânea na fase 4 determina em grande parte a taxa de disparo dos potenciais de ação. Como a taxa de disparo dos potenciais de ação é normalmente mais rápida nas células marca-passos primárias do nó SA, essa região atua como o marca-passo normal do coração. Uma vez que essa região dispara um potencial de ação, a onda de despolarização se propaga para outras regiões do coração, o que resulta na contração do coração. As células automáticas em outras regiões do coração (por exemplo, as do nó AV) normalmente não têm a oportunidade de disparar espontaneamente antes que a onda de despolarização originária do nó SA as leve a atingir o limiar.

### Fases do potencial marca-passo
Um potencial de ação do marca-passo possui apenas três fases: fases zero, três e quatro.

#### Fase 0
A fase de despolarização. Essa fase começa quando o potencial de membrana atinge -40 mV, o limiar para as células marca-passo. Quando o limiar é atingido, ocorre a abertura dos canais de cálcio voltagem-dependentes, causando o influxo de íons Ca2+. Esse influxo de cátions resulta em um aumento rápido do potencial de membrana de -40 mV para +10 mV. 
As fases um e dois não estão presentes nas células marca-passo. Como resultado, a fase zero é seguida pela fase três.

#### Fase 3
Caracterizada pela repolarização, onde ocorre o fechamento dos canais de cálcio, bloqueando o fluxo de íons Ca2+. Os canais de potássio voltagem-dependentes se abrem, permitindo o efluxo de íons K+. O efluxo de cátions contribui para uma rápida diminuição do potencial de membrana de +10 mV para -60 mV.

#### Fase 4
É a fase de despolarização gradual, singular das células marca-passo. Essa despolarização gradual ocorre principalmente por meio de uma corrente de despolarização ou corrente marca-passo (corrente engraçada). A corrente do marca-passo ocorre devido ao influxo lento de íons Na+ através do canal ativado por hiperpolarização e nucleotídeo cíclico (canal HCN). A corrente marca-passo faz com que o potencial de membrana mude de -60 mV para atingir o limiar de potencial de -40 mV. 
A inclinação da fase quatro determina a frequência cardíaca e é diferente para as células marca-passo em diferentes regiões. As células marca-passo do nó SA despolarizam a uma taxa de 60 a 100 vezes por minuto, enquanto o nó AV a 40 a 60 vezes por minuto. O marca-passo com a taxa de despolarização mais alta assume o papel de marca-passo primário, ou seja, o nó SA em indivíduos saudáveis.

### Corrente marca-passo
A corrente marca-passo, também conhecida como corrente engraçada (If, ou IKf), é carregada por íons Na+ e K+ e seu potencial de reversão situa-se entre -10 e -20 mV. Ela é responsável por iniciar a despolarização diastólica das células do nó SA. Ela recebeu esse nome devido às suas características incomuns de ser ativada em hiperpolarização, enquanto possui um papel fundamental. A propriedade única de uma dependência de voltagem reversa, juntamente com a natureza intrínseca da corrente em potenciais diastólicos, torna essa corrente adequada para iniciar e sustentar a despolarização diastólica. Como resultado, acredita-se que a corrente marca-passo contribua significativamente para a parte inicial do potencial de marca-passo nas células do nó (SA). Além disso, a modulação direta da corrente operada pelo cAMP representa uma das principais vias pelas quais o sistema nervoso autônomo controla o cronotropismo cardíaco.
Embora originalmente descoberta no coração, a corrente If também está abundantemente presente em uma grande parte de elementos neuronais, onde contribui para o disparo rítmico, integração sináptica e integração dendrítica.

### Canais HCN
Os canais ativados por hiperpolarização e nucleotídeo cíclico (HCN), responsáveis pela corrente marca-passo, são codificados por quatro isoformas (HCN1 a HCN4) em mamíferos. HCN4, HCN1 e HCN2 são expressos no nó sinusal do rato, sendo HCN4 a isoforma predominante (em humanos e ratos). Enquanto os canais HCN4 são expressos em todo o tecido do nó sinoatrial (SAN), os canais HCN1 são encontrados apenas na região da cabeça.
Os canais HCN2 estão anatomicamente restritos a células marca-passo localizadas nas regiões mais periféricas do nó SA e parecem desempenhar um papel menos proeminente na atividade do marca-passo primário. Ao contrário dos outros subtipos, os canais HCN3 não são expressos no nó SA, mas estão presentes e têm relevância funcional em cardiomiócitos ventriculares. Em seres humanos, HCN1 é quase exclusivamente expresso no nó SA, e a expressão de HCN2 e HCN4 é aproximadamente 4 a 6 vezes maior no SA em comparação com o tecido atrial.

Como citado anteriormente, os canais HCN são abertos por hiperpolarização e, adicionalmente, sua ativação é facilitada pela ligação de cAMP. Um aumento na concentração intracelular de cAMP dentro da faixa de voltagem fisiológica leva a um aumento na atividade do canal HCN. Enquanto as isoformas HCN4 e HCN2 são altamente sensíveis ao cAMP, o subtipo HCN1 é apenas levemente afetado pelo cAMP, e um efeito dependente de cAMP na atividade do HCN1 ainda não foi claramente identificado. O HCN3 não é regulado pelo cAMP. Também foi sugerido que a fosforilação pela proteína quinase A também pode modular a atividade dos canais HCN.